# Camponotus nicobarensis

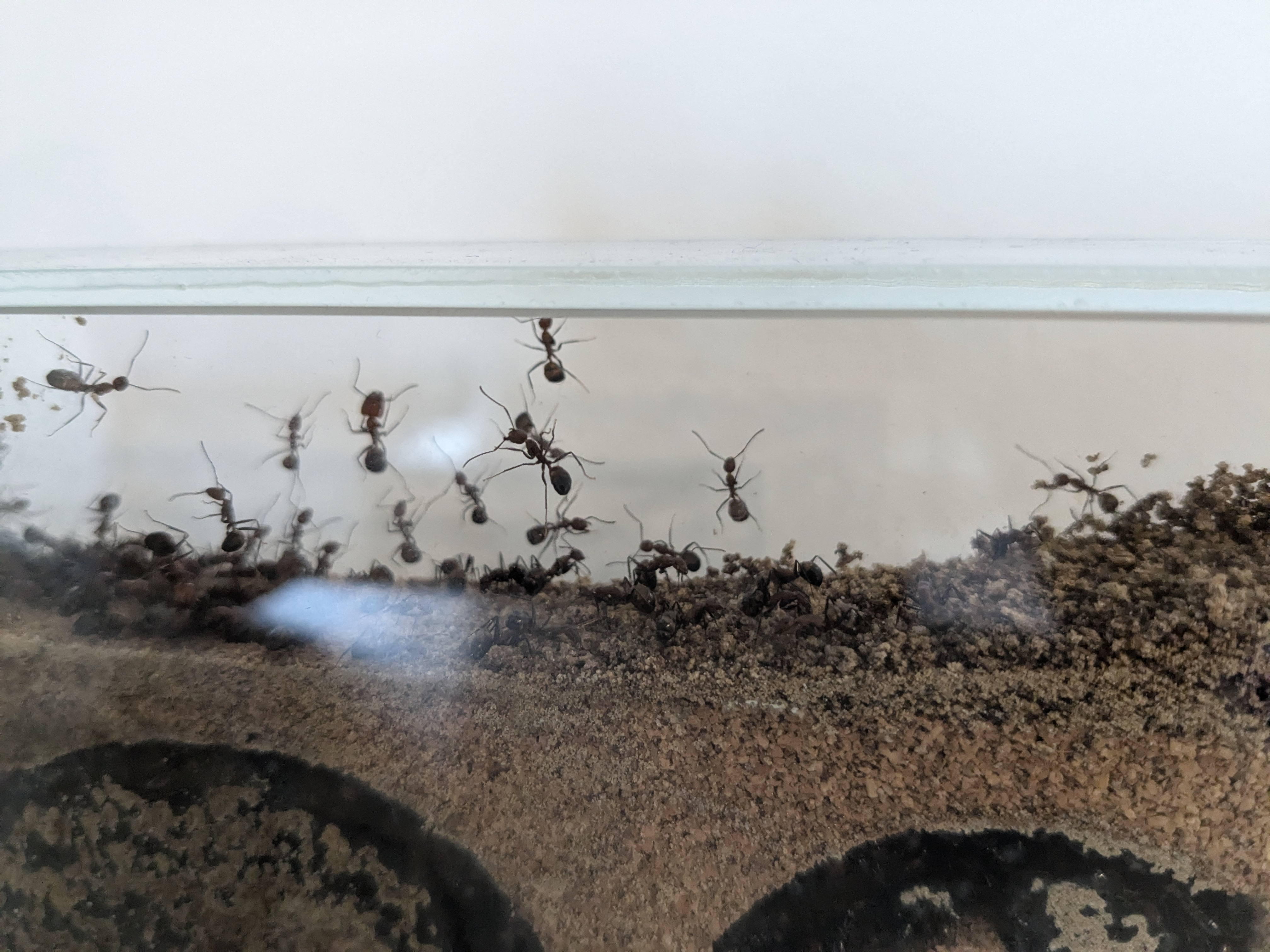
Camponotus nicobarensis in einem Formicarium

Camponotus nicobarensis ist eine zentral- und ostasiatische Ameisenart aus der Gattung der Rossameisen (Camponotus) aus der Unterfamilie der Schuppenameisen (Formicinae).

## Merkmale
Die Ameisen sind schwarz, rot oder rotbraun. Ihre Größe variiert zwischen 6 mm (Arbeiterinnen), 10 mm (Männchen) und 16 mm (Königin).

## Lebensweise
Camponotus nicobarensis lebt vorwiegend in totem Holz oder ähnlichen Hohlräumen. Sie ist überwiegend nachtaktiv. Die Königin kann ein Alter von bis zu 25 Jahren erreichen. Die Größe der Kolonie kann mehrere Tausend Tiere betragen.

## Haltung
Bei der Art handelt es sich um eine bei Ameisenhaltern beliebte Art, die gerne als relativ leicht zu haltende Art für den Einstieg in die Ameisenhaltung zum Einsatz kommt. Sie ist sehr tolerant, was die Klimawerte im Formicarium angeht.